# Potamyia chinensis
Potamyia chinensis är en nattsländeart som först beskrevs av Georg Ulmer 1915.  Potamyia chinensis ingår i släktet Potamyia och familjen ryssjenattsländor. Inga underarter finns listade i Catalogue of Life.